# ثنائي إصلاح خطوي

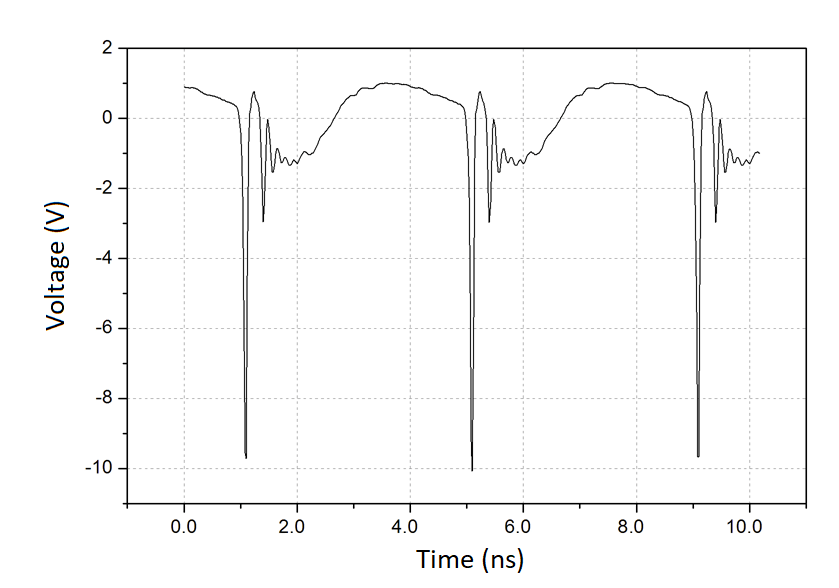
إشارة مولد مشط ثنائي الإصلاح الخطوي (HP 33003A)

رمز ثنائي الإصلاح الخطوي

في مجال الإلكترونيات، ثنائي الإصلاح الخطوي ويُعرف في بعض المصادر باسم الصمام الثنائي للاسترداد التدريجي هو صمام ثنائي تقاطع أشباه الموصلات مع القدرة على توليد نبضات قصيرة للغاية. ويسمى أيضًا الصمام الثنائي المفاجئ أو الصمام الثنائي لتخزين الشحن أو (في كثير من الأحيان) متغير الذاكرة، وله مجموعة متنوعة من الاستخدامات في إلكترونيات الميكروويف كمولد نبضات أو مضخم حدودي. عندما تتحول الثنائيات من التوصيل الأمامي إلى القطع العكسي، يتدفق التيار العكسي لفترة وجيزة أثناء إزالة الشحنة المخزنة. إن الانقطاع الذي يتوقف به هذا التيار العكسي هو الذي يميز الصمام الثنائي لاستعادة الخطوة.

## التاريخ
أول ورقة منشورة عن ثنائي الإصلاح الخطوي هي (Boff, Moll & Shen 1960): بدأ المؤلفون المسح الموجز الذي يشير إلى أن «خصائص الاسترداد لأنواع معينة من ثنائيات الوصلة pn تظهر انقطاعًا يمكن استخدامه للاستفادة من توليد التوافقيات أو لإنتاج نبضات الملي ثانية». كما يشيرون إلى أنهم لاحظوا هذه الظاهرة لأول مرة في فبراير 1959

## تشغيل ثنائي الإصلاح الخطوي

### المبادئ الفيزيائية
تتمثل الظاهرة الرئيسية المستخدمة في الأجهزة قصيرة المدى في تخزين الشحنة الكهربائية أثناء التوصيل الأمامي، والتي توجد في جميع صمامات التوصيل شبه الموصلة الثنائية والتي ترجع إلى العمر المحدود لحاملات الأقلية في أشباه الموصلات. افترض أن ثنائي الإصلاح الخطوي متحيز للأمام وفي حالة ثابتة، أي أن تيار تحيز الأنود لا يتغير بمرور الوقت: نظرًا لأن نقل الشحنة في الصمام الثنائي الوصلة يرجع أساسًا إلى الانتشار، أي إلى كثافة حامل شحنة مكانية غير ثابتة ناتجة عن جهد التحيز، يتم تخزين الشحن Q s في الجهاز. تعتمد هذه الشحنة المخزنة على
1. شدة تيار الأنود الأمامي I A المتدفق في الجهاز أثناء حالته المستقرة.
2. عمر حامل الأقلية τ، أي متوسط الوقت الذي يتحرك فيه حامل الشحن المجاني داخل منطقة أشباه الموصلات قبل إعادة الارتباط.

من الناحية الكمية، إذا استمرت الحالة الثابتة للتوصيل الأمامي لفترة أطول بكثير من τ، فإن الشحنة المخزنة لها التعبير التقريبي التالي
{\displaystyle Q_{S}\cong I_{A}\cdot \tau }
افترض الآن أن انحياز الجهد يتغير فجأة، ويتحول من قيمته الإيجابية الثابتة إلى قيمة سالبة ثابتة ذات حجم أعلى: إذًا، نظرًا لأنه تم تخزين كمية معينة من الشحنة أثناء التوصيل الأمامي، فإن مقاومة الصمام الثنائي لا تزال منخفضة (أي الأنود إلى- يحتوي جهد الكاثود V AK على نفس قيمة التوصيل الأمامي تقريبًا). لا يتوقف تيار الأنود ولكنه يعكس قطبيته (أي اتجاه تدفقه) وتبدأ الشحنة المخزنة Q s في التدفق خارج الجهاز بمعدل ثابت تقريبًا I R. وهكذا تتم إزالة كل الشحنات المخزنة في فترة زمنية معينة: هذه المرة هي وقت التخزين t S والتعبير التقريبي لها
{\displaystyle t_{S}\cong {\frac {Q_{S}}{I_{R}}}}
عندما تتم إزالة كل الشحنات المخزنة، تتغير مقاومة الصمام الثنائي فجأة، وترتفع إلى قيمة القطع عند التحيز العكسي خلال فترة زمنية t Tr، وقت الانتقال: يمكن استخدام هذا السلوك لإنتاج نبضات بوقت صعود يساوي هذا الوقت.

## تشغيل ديود استعادة خطوة الانجراف (DSRD)
اكتشف العلماء الروس الصمام الثنائي دريفت ستيب روكفري (اسم آخر لثنائي الإصلاح الخطوي) في عام 1981 (عن طريق غريغوف). مبدأ عملية هذا الثنائي مشابه لـثنائي الإصلاح الخطوي الحديث مع اختلاف أساسي واحد - يجب أن يكون تيار الضخ الأمامي نابضًا، وليس مستمرًا، لأن ثنائيات الانجراف تعمل مع ناقلات بطيئة.
يمكن تفسير مبدأ تشغيل ثنائي الإصلاح الخطوي الروسي على النحو التالي: يتم تطبيق نبضة تيار قصيرة في الاتجاه الأمامي لثنائي الإصلاح الخطوي بشكل فعال «ضخ» تقاطع PN، أو بعبارة أخرى، «شحن» تقاطع PN بالسعة. عندما ينعكس الاتجاه الحالي، تتم إزالة الرسوم المتراكمة من منطقة القاعدة.
بمجرد أن تنخفض الشحنة المتراكمة إلى الصفر، يفتح الصمام الثنائي بسرعة. يمكن أن يظهر ارتفاع الجهد العالي بسبب الحث الذاتي لدائرة الصمام الثنائي. كلما زاد تيار التبديل وأقصر الانتقال من التوصيل الأمامي إلى التوصيل العكسي، زادت سعة النبضة وكفاءة مولد النبض.

## المكوّنات
- المولدات التوافقية.[4]
  - المذبذبات المحلية
  - مذبذب الجهد التحكم
  - توليف التردد
  - مضاعف التردد.[5] [6]
- مولد مشط.[5]
- كاشف طور أخذ العينات.[7] [8]